# 春熙路站
春熙路站位于四川省成都市锦江区，是成都地铁2号线和3号线的换乘车站。

## 车站概要
本站位于红星路步行街地下，2号线车站位于东锦江街，呈西北、东南走向，于2012年9月16日启用；3号线车站位于红星路三段，呈东北、西南走向，于2016年7月31日启用。本站身处成都人流量最大的春熙路商圈核心区域，是成都最热门出行的地铁站。

## 车站结构
春熙路站为地下三层结构，负一层为2、3号线站厅层、负二层为3号线站台层、负三层为2号线站台层。2号线车站为岛式站台，总长124.461米，标准段宽22.3米；3号线车站为侧式站台，总长140.10米，标准段宽20.9米，车站总建筑面积14229平方米。2号线与3号线之间实行单向通道换乘。本站站厅层与成都国际金融中心（IFS）、成都太古里、银石广场的负一层相连。
| 地面      |                                       | 出入口                           |                            |
| 地下 一层 | 站厅层                                | 安检、售票机、站内商店           |                            |
| 地下 二层 | 侧式站台，右边车门将会开启            | 侧式站台，右边车门将会开启       | 侧式站台，右边车门将会开启 |
| 地下 二层 | 3号线列车往成都医学院方向（市二医院） |                                  |                            |
| 地下 二层 | 3号线列车往双流西站方向 （新南门）    |                                  |                            |
| 地下 二层 | 侧式站台，右边车门将会开启            |                                  |                            |
| 地下 三层 |                                       | 2号线列车往犀浦方向 （天府广场） |                            |
| 地下 三层 | 岛式站台，左边车门将会开启            |                                  |                            |
| 地下 三层 | 2号线列车往龙泉驿方向 （东门大桥）    |                                  |                            |

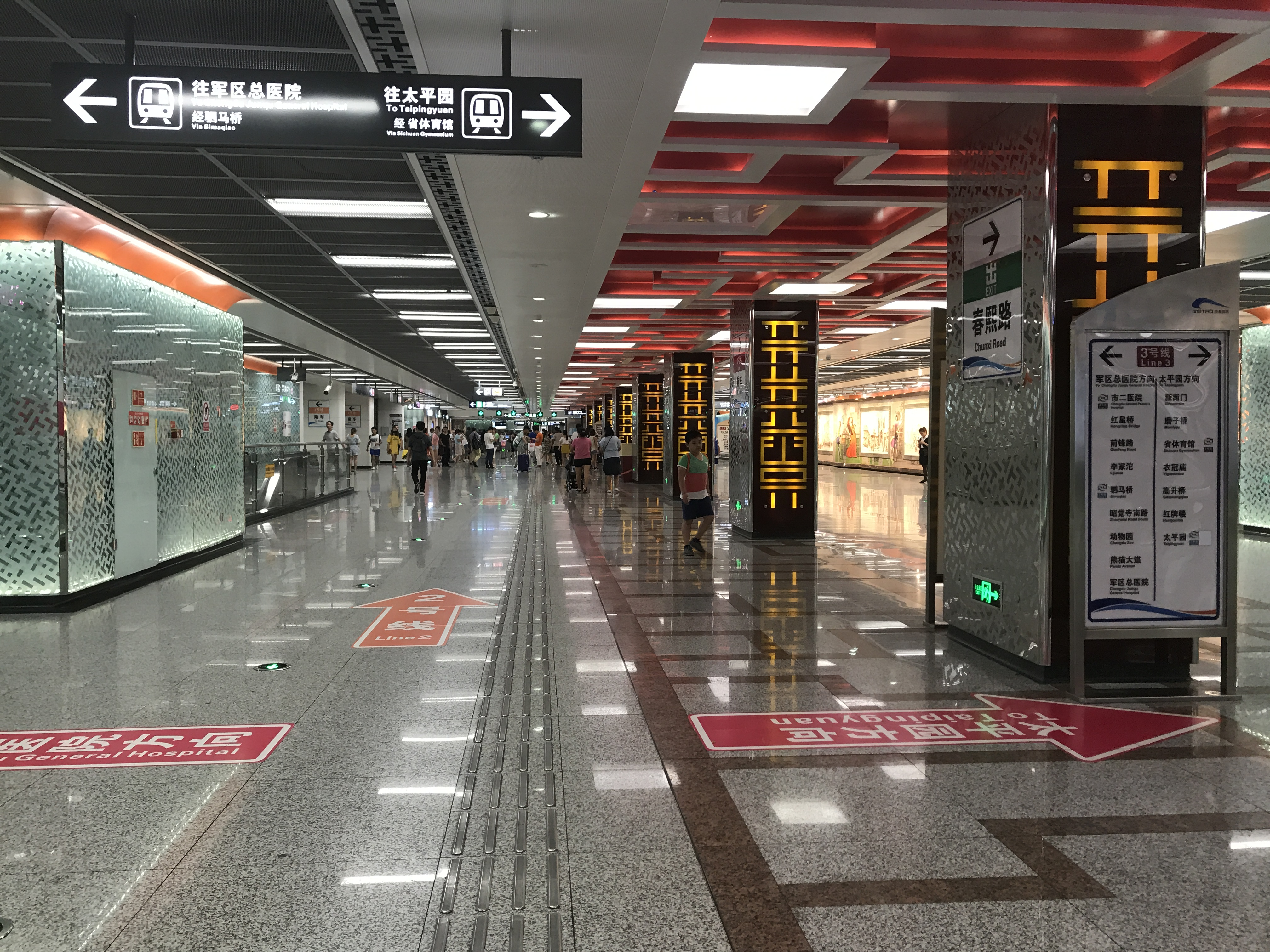
站厅层
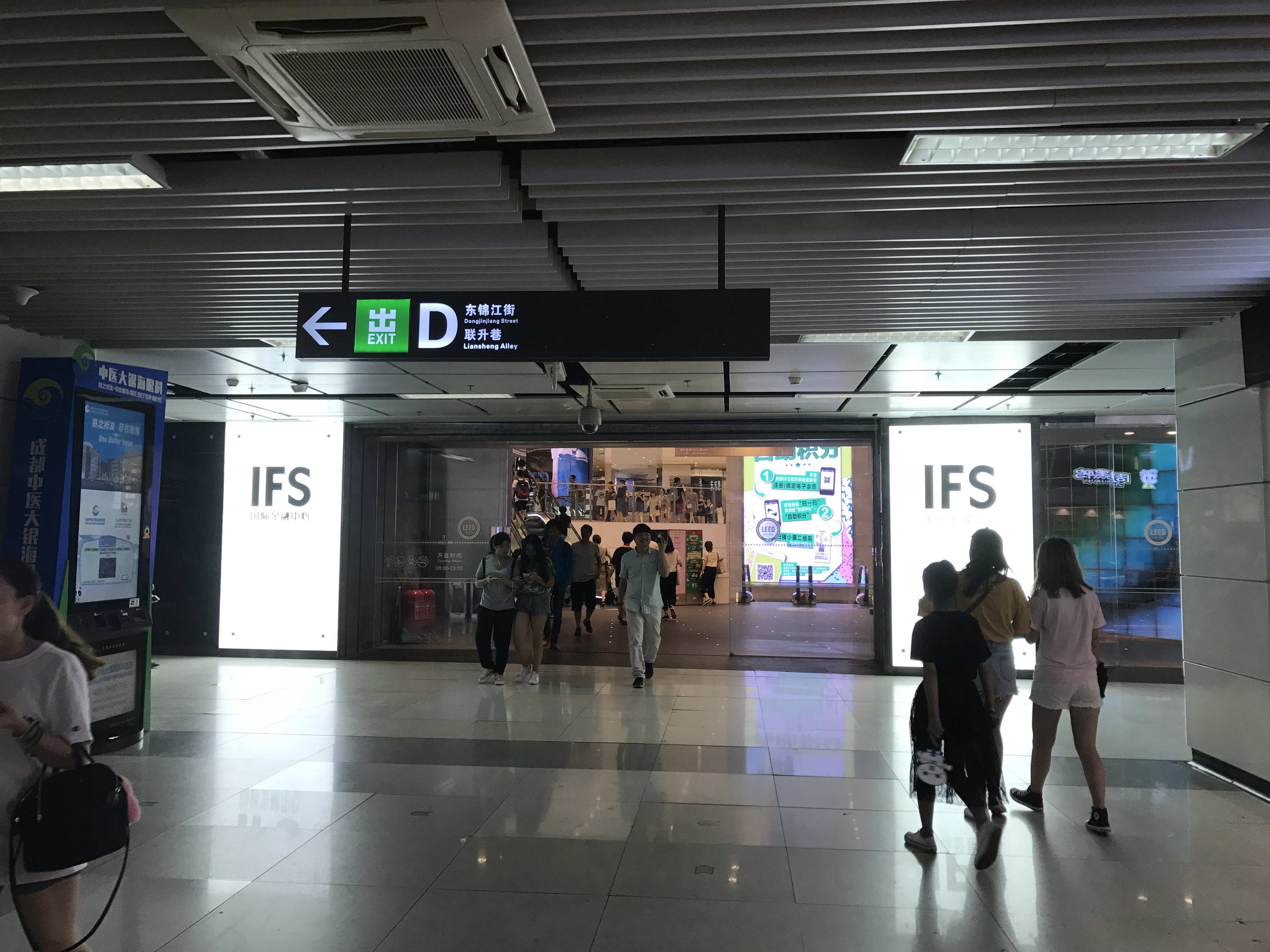
连接成都国际金融中心（IFS）的通道
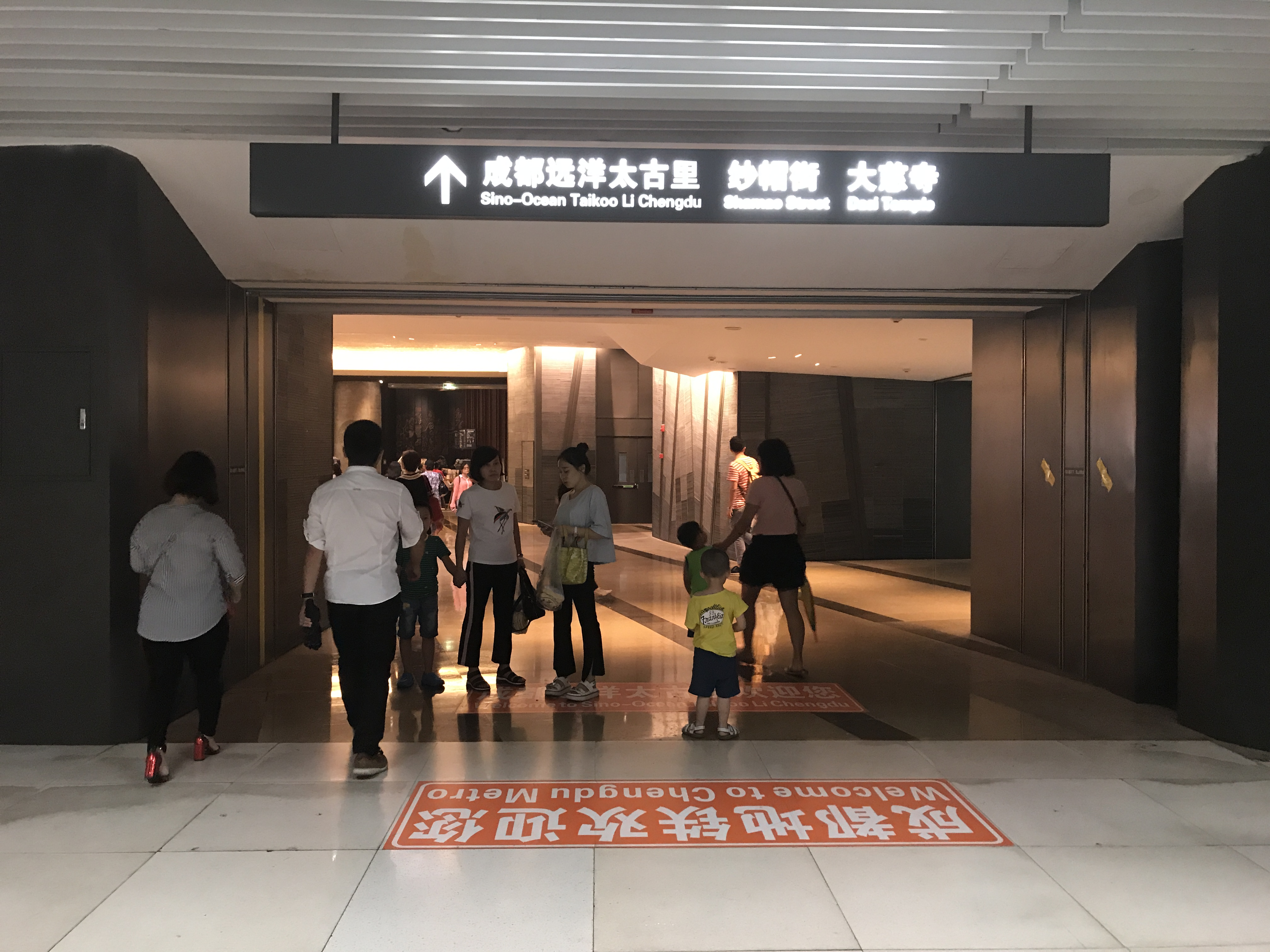
连接成都远洋太古里的通道
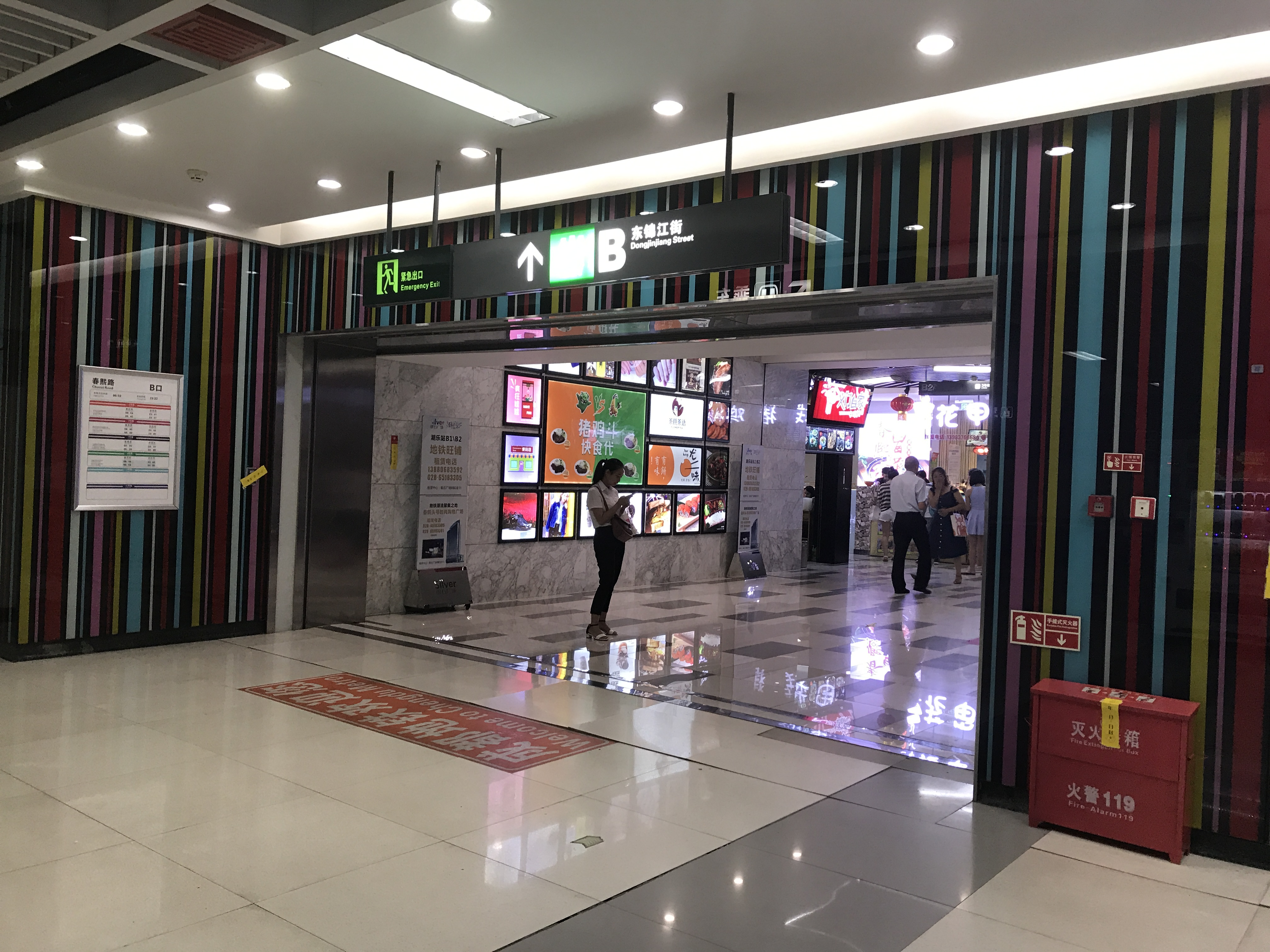
连接银石广场的通道
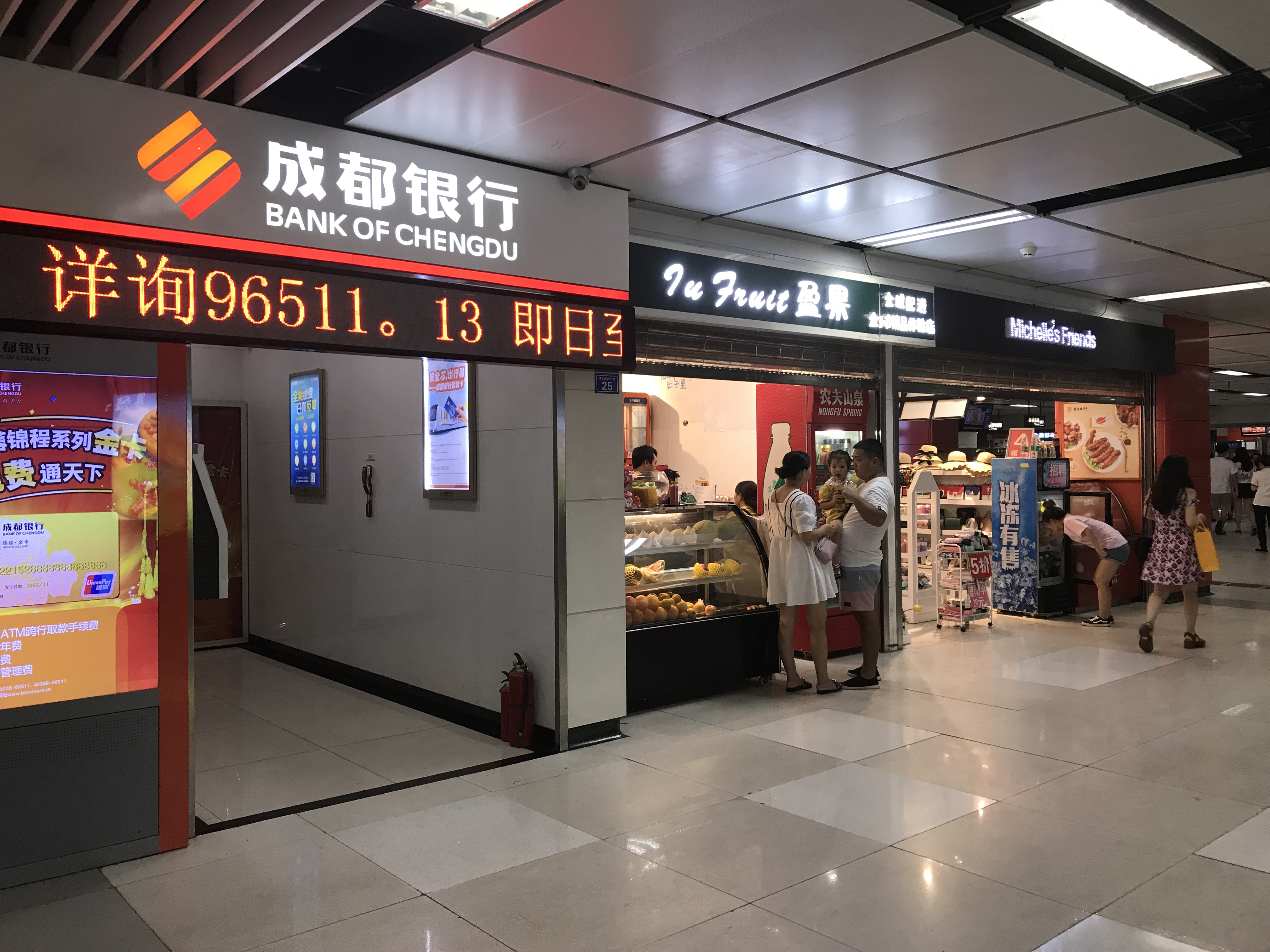
站内商店
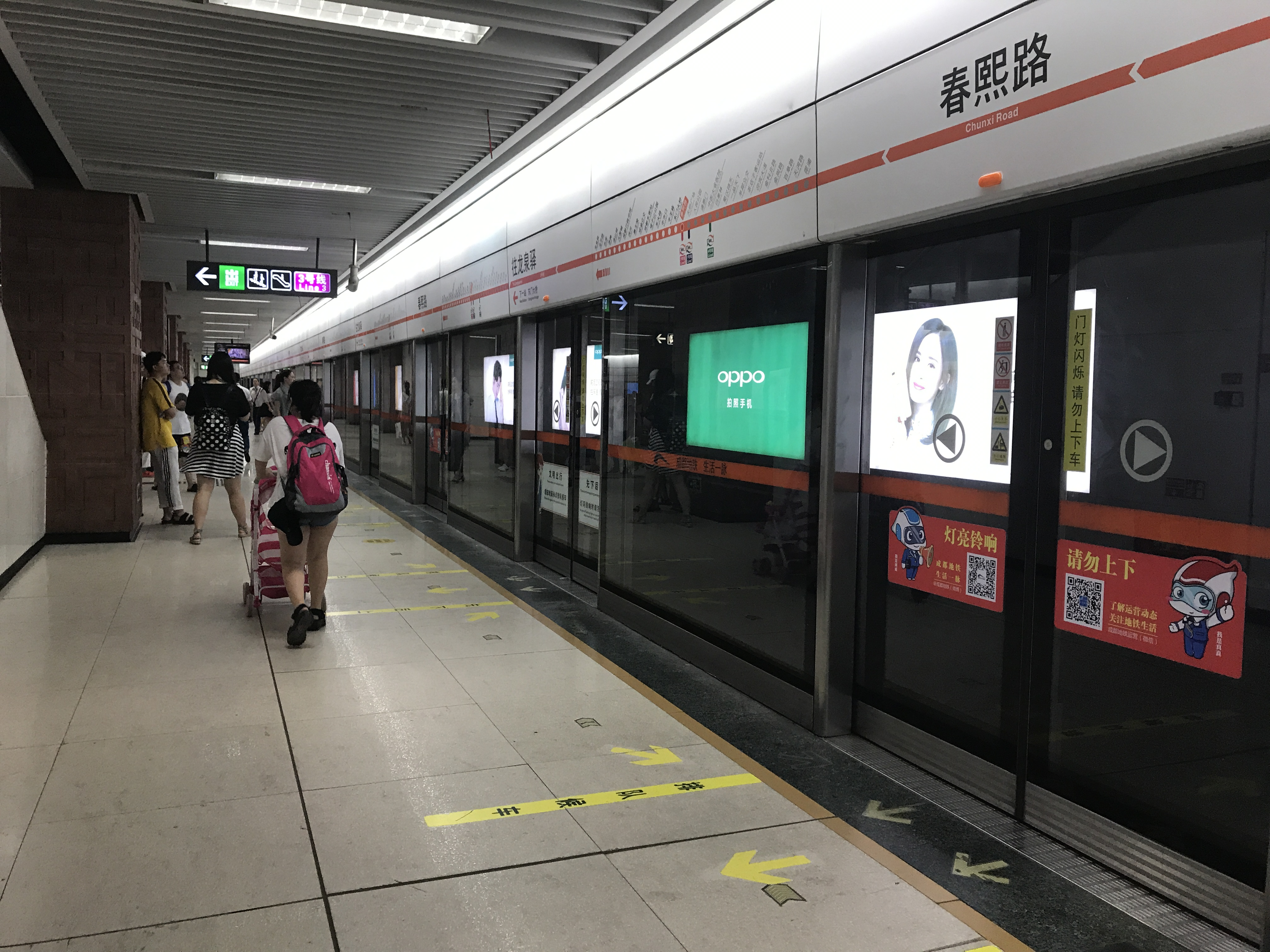
2号线站台
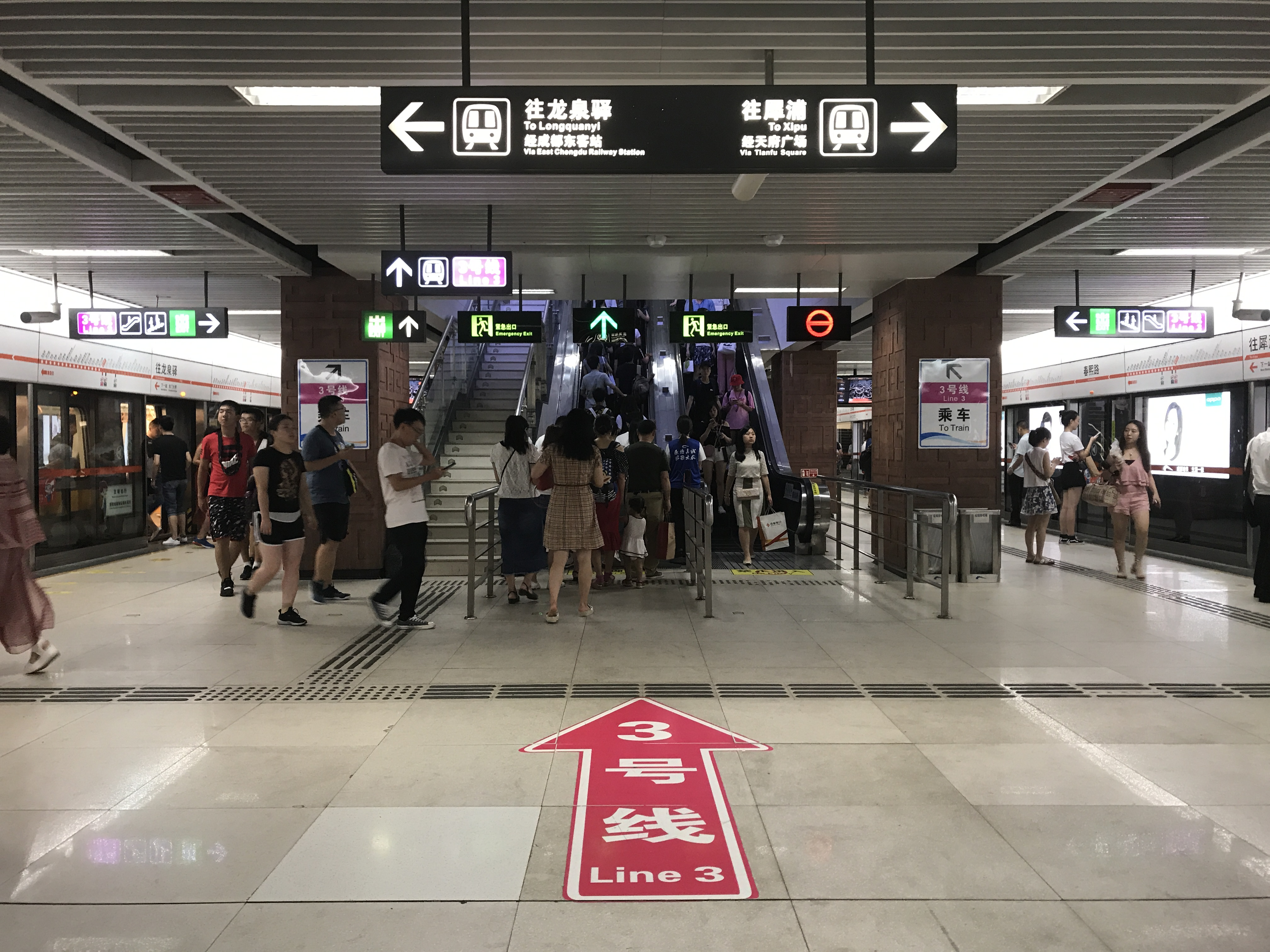
2号线至3号线单向换乘通道
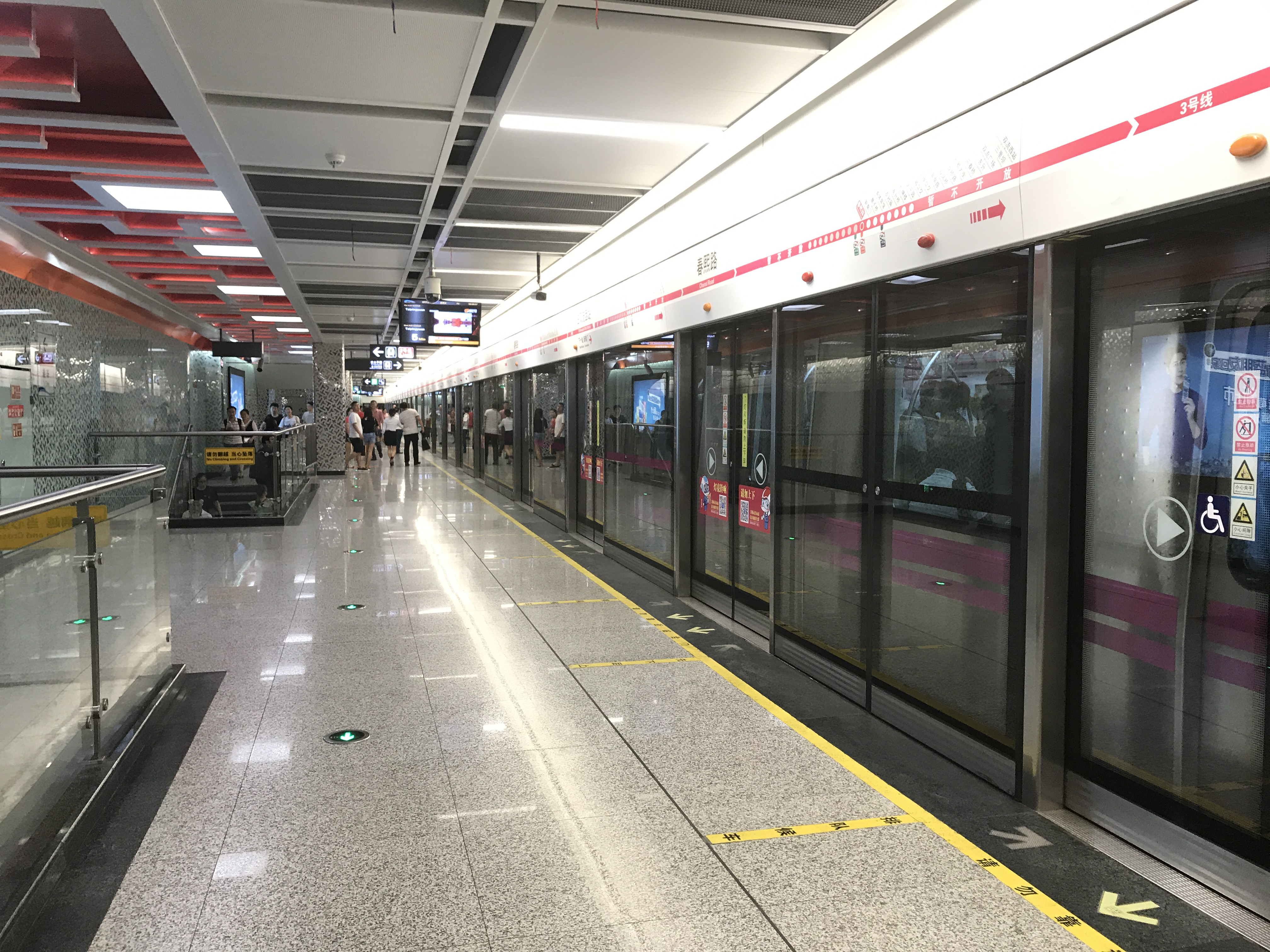
3号线站台
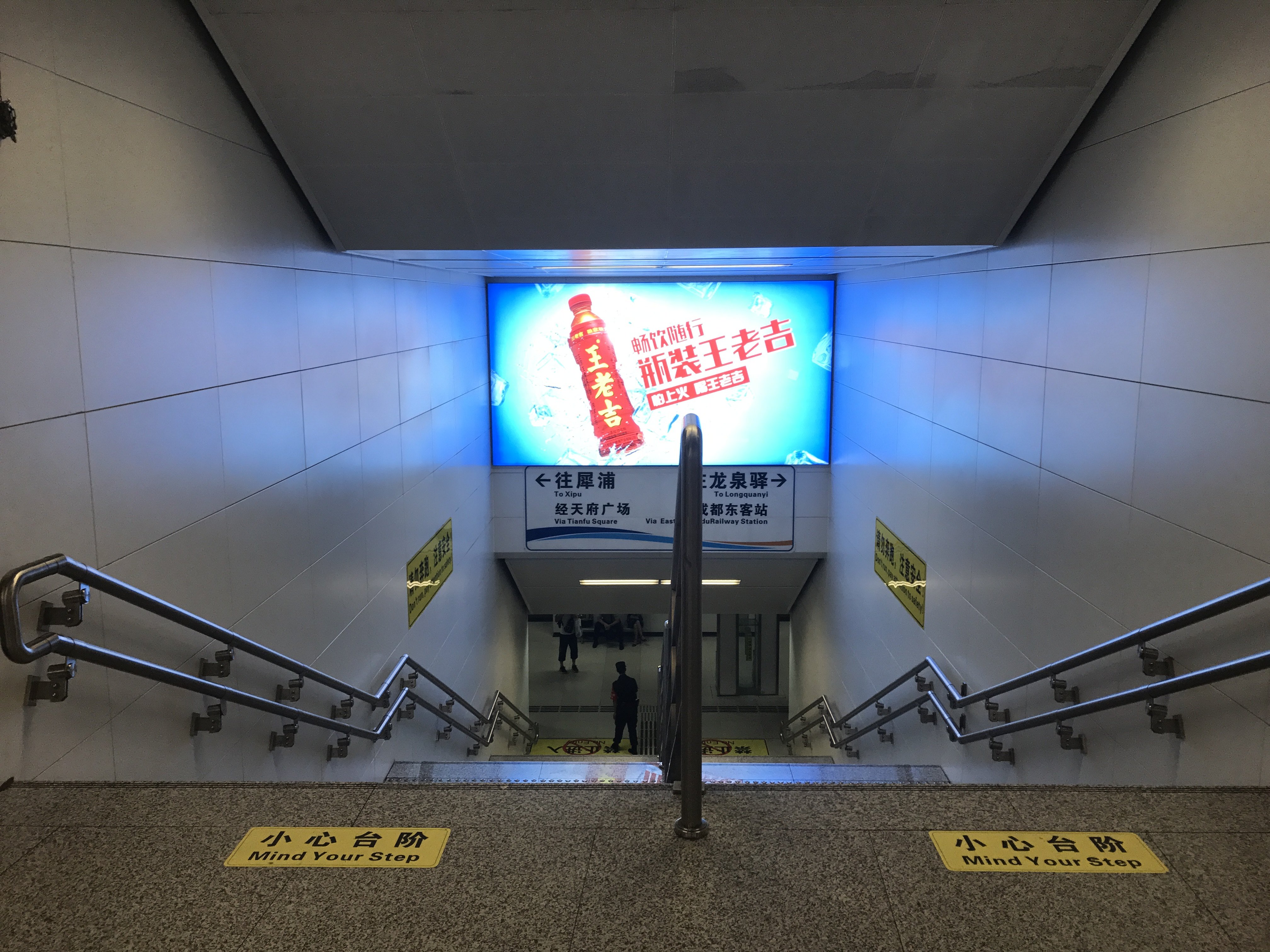
3号线至2号线单向换乘通道

## 内装与公共艺术
本站文化设计主题为“现代都市碰撞百年金街”。

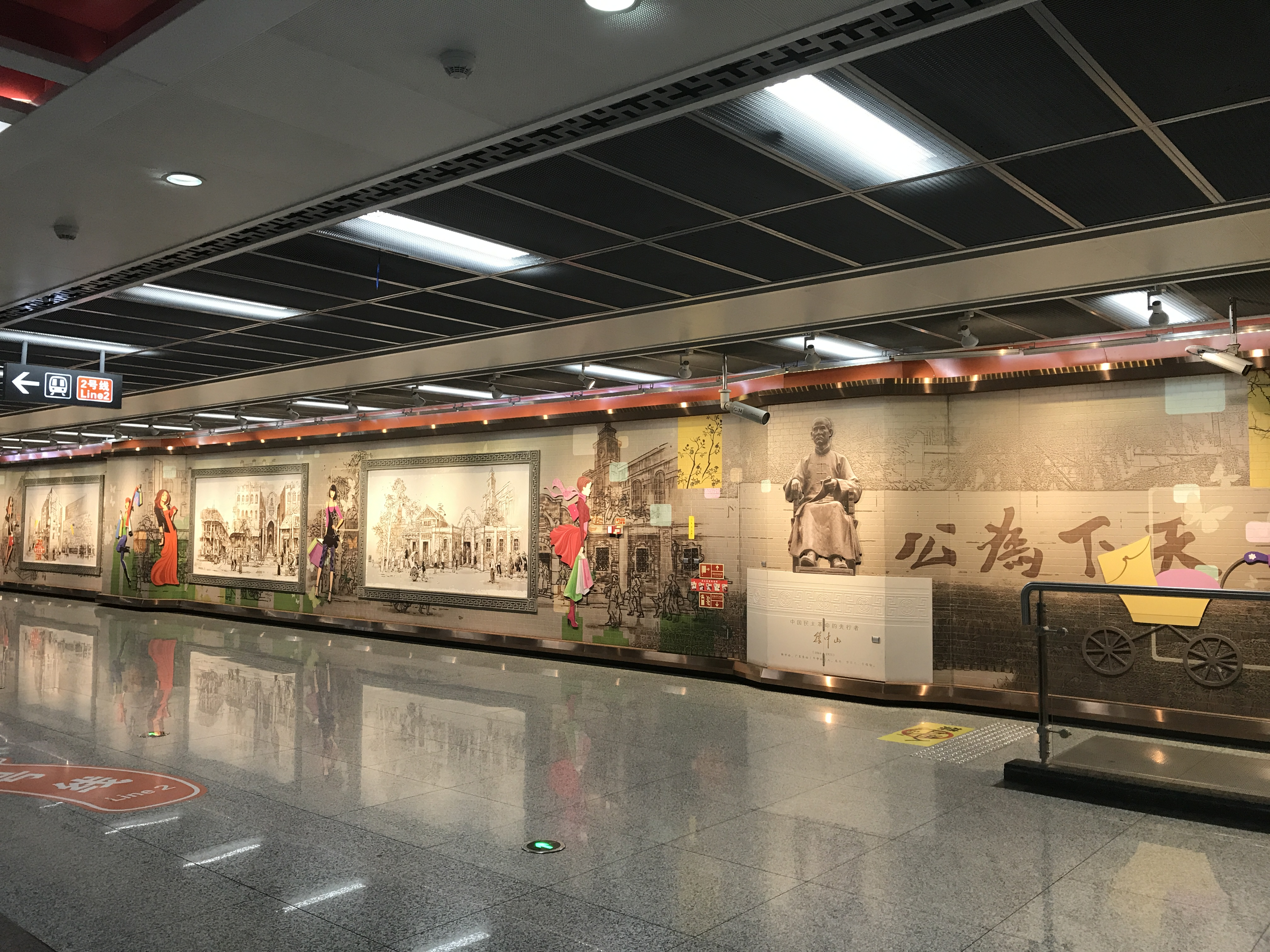
艺术墙

成都的春熙路迄今已历近百年繁荣与辉煌，号称百年金街，本站营造了现代时尚的商业氛围；选取中国传统吉祥图案“路路通”符号进行铺砌，寓意路路通达、财源广进、百年商圈、恒久弥新；墙面不同反射度的玻璃对人群进行多角度的反射，更好的表现熙熙攘攘的热闹氛围。

### 艺术墙
本站的艺术墙以时代和回忆为主题，现代都市与百年老街的碰撞组合，形成了以蜀城青砖墙和标志性景点为背景，融合现代涂鸦元素，展示了春意盎然的美好景象，同时以春熙路各个时期代表性老照片为基础，再以部分手绘的方法进行创作与整合，配上穿梭其间的时尚女性浮雕，让人仿佛走进了时空隧道，感受到百年金街的不朽辉煌。

## 出入口

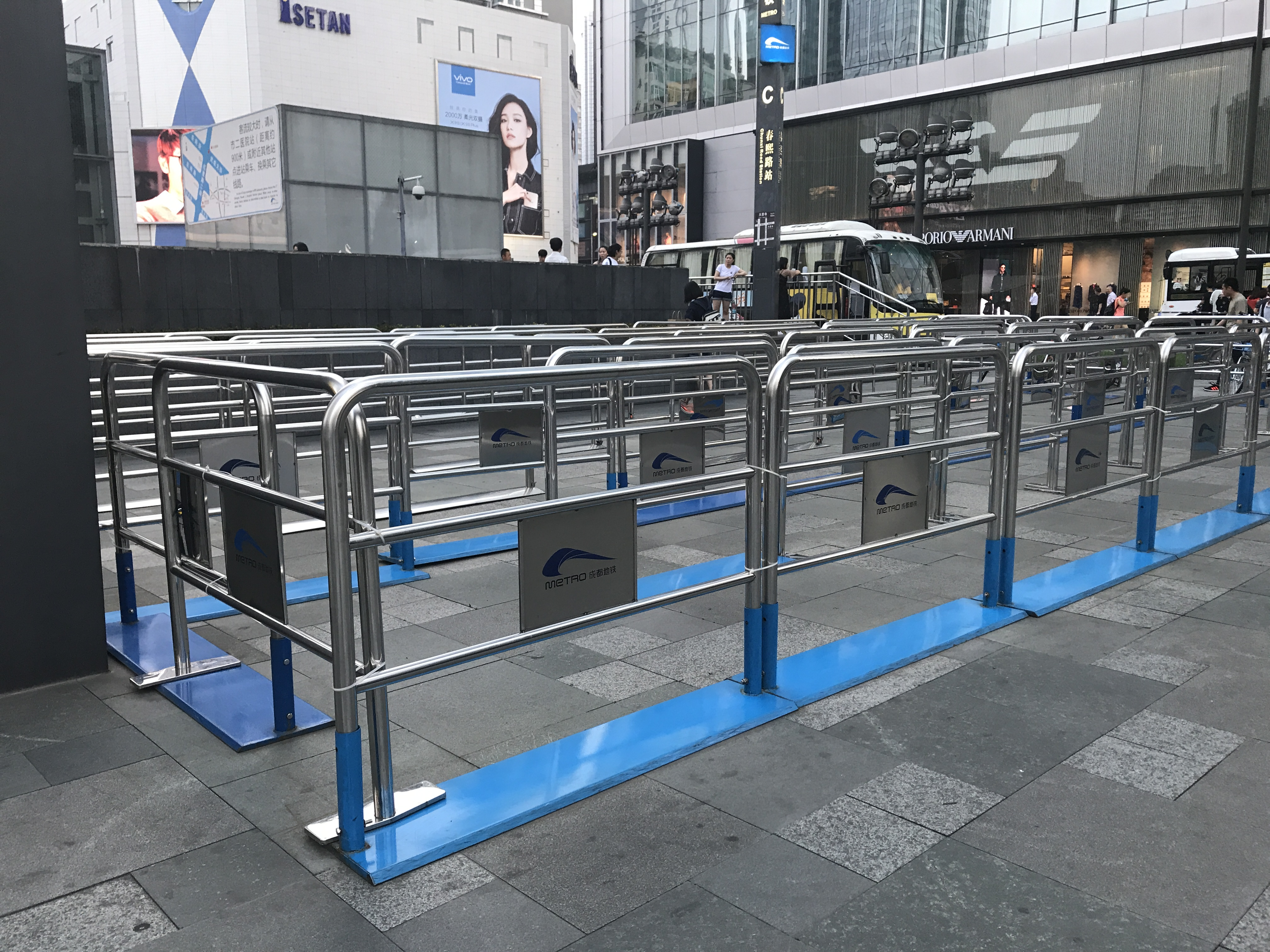
预设的排队人流引导围栏

本站目前开放6个出入口。
|              |                         |                                                            |      |
|              |                         |                                                            |      |
| 出口编号     | 设施                    | 出口指示                                                   | 照片 |
|              |                         | 红星路三段、东大街、联升巷                                 |      |
| 出口 · B     |                         | 东锦江街、纱帽街、银石广场                                 |      |
| 出口 · C     | 无障碍电梯 无障碍卫生间 | 红星路三段、蜀都大道、小科甲巷、纱帽街、大慈寺、成都太古里 |      |
| 出口 · D     |                         | 东锦江街、联升巷、东大街、IFS商场                          |      |
| 出口 · E · 1 |                         | 红星路三段、香槟广场、川大华西春熙医院·省四医院            |      |
| 出口 · E · 2 |                         | 东大街、南纱帽街                                           |      |

## 公交换乘
4路；8路；10路；18路；20路；21路；37路；43路；47路；55路；56路；58路；68路；76路；81路；98路；104路；152路；237路，298路；335路等

## 大事记
- 2012年9月16日，2号线车站正式启用[1]；
- 2016年7月31日，3号线车站正式启用[2]。